# Domnul Cory
Domnul Cory (titlu original: Mister Cory) este un film american noir din 1957 regizat de Blake Edwards. Rolurile principale au fost interpretate de actorii Tony Curtis, Martha Hyer, Charles Bickford și Kathryn Grant. A avut încasări de un milion de dolari americani (din închirieri în SUA).
Filmul a fost bazat pe o nuvelă intitulată „Cory” de Leo Rosten, publicată în revista Cosmopolitan (1948), sub pseudonimul Leonard Q. Ross.

## Distribuție
- Tony Curtis - Cory
- Martha Hyer - Abby Vollard
- Charles Bickford - Jeremiah Des Plains 'Biloxi' Caldwell
- Kathryn Grant - Jen Vollard
- William Reynolds - Alex Wyncott
- Henry Daniell - Domnule Earmshaw
- Russ Morgan - Ruby Matrobe
- Willis Bouchey - domnul Vollard
- Louise Lorimer - doamna Vollard
- Joan Banks - Lily
- Harry Landers - Andy
- Glen Kramer - Ronnie Chambers
- Dick Crockett - Bucătarul